# Chiesa della Beata Vergine della Molinà
La chiesa della Beata Vergine della Molinà è un edificio di culto cattolico italiano sito nel comune di Domegge di Cadore, al confine con Calalzo, in provincia di Belluno e diocesi di Belluno-Feltre. Prende il nome dal torrente Molinà, affluente di destra del fiume Piave che scava un burrone dipinto da molti paesaggisti italiani e stranieri per la posizione straordinariamente bella ed impervia sopra il quale sorge la chiesetta.

## Origine
Nell'anno 1510 gli abitanti di Domegge, che avevano visto il Cadore ripetutamente invaso dalle truppe di Massimiliano d'Austria, sollevati dalla vittoria inflitta agli invasori a Vallesella, costruirono come ex voto la chiesa della Beata Vergine al Molinà laddove prima sorgeva un semplice altare. I lavori furono presieduti dal maestro carnico Nicolò Ruopel, sostenuti grazie alle elemosine ed alle beneficenze dei fedeli. Anche se non è dato sapere quanto siano durati i lavori con certezza si conosce la data in cui essi finirono: infatti nel 1515 la chiesa era completata. La struttura fu ampliata ad opera della Confraternita dei Battuti nel 1579 con l'aggiunta di una seconda cappella in onore di Santa Apollonia, gemella alla prima, che si erge su di un pilastro roccioso isolato. 
Una volta completata la costruzione, fu consacrata nel 1582. Annessa alla chiesa vi è la sacrestia, sopra la quale è posta una stanza nella quale probabilmente vi abitavano dei cappellani; successivamente venne anche abitata, per qualche tempo, dai frati del Monte Froppa prima che questi si ritirassero nell'Eremo dei Romiti di Monte Froppa.

## Vicende storiche
La chiesa subì nei secoli successivi alla sua nascita reiterati danni: solo nella storia recente una prima volta fu danneggiata dalle truppe che la adibirono a magazzino nella prima guerra mondiale; una seconda volta subì gravi lesioni dall'esplosione per l'abbattimento del ponte adiacente durante la ritirata. Restaurata, e ridonata al culto, dovette subire per la seconda volta nel 1944 dei danni per il brillamento del ponte in cemento.

## Struttura architettonica e opere
La struttura architettonica della chiesa nella sua asimmetricità è originale.
La pianta a forma di poligono irregolare è sostenuta ai lati che guardano il burrone da barbacani che conferiscono alla struttura stessa molta più stabilità.
Nell'interno ci sono due cappelle, di uguale grandezza e separate solamente da una colonna quadrata alla quale sono collegate due colonnine dalle quali si dipartono nervature che costituiscono la base del reticolato che ricopre le volte. La chiesa contiene poche opere d'arte che sono costituite da un affresco raffigurante la Madonna in trono, che secondo fonti autorevoli dovrebbe risalire al 1350. A questo affresco sono stati aggiunti nel 1400 degli angeli e dei putti.  Questo affresco, in cattivo stato di conservazione, è di per sé poco dinamico, le figure sono ieratiche, le raffigurazioni ingenue.
Sull'altro altare (costruito quando sorse la seconda navata) vi era un dipinto, attribuito a Marco Vecellio, raffigurante santa Apollonia e la Vergine che fu portato, per salvarlo dall'invasione del 1917, nella parrocchiale di Domegge; questo dipinto è stato sostituito da una copia dovuta alla mano di Cherubin di Valle di Cadore. Esiste ancora un crocefisso ligneo, di discreta fattura, probabilmente di scuola brustoloniana. Il crocefisso non ha una posizione simbolica, realistica e espressiva la figura del Cristo.
Una scaletta intagliata completa l'ornamento.

## La leggenda della fondazione
Si narra che al momento della costruzione della chiesa il paese di Calalzo la volesse nel suo territorio sulla destra del torrente Molinà, ma l'opposizione della popolazione di Domegge fu decisa, per cui si iniziò a costruire la chiesa sul sito dove sorge oggi.

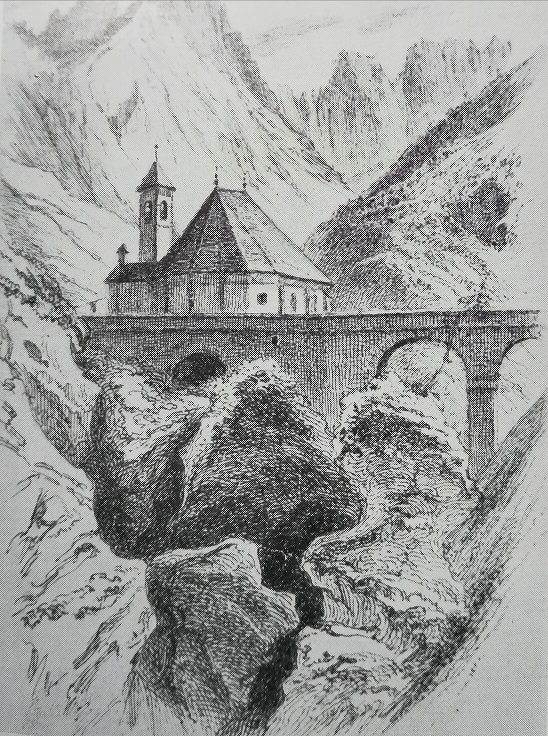
La chiesa in una rappresentazione di Gilbert J.

Poste le fondazioni si incominciarono a costruire i muri perimetrali però, appena questi raggiunsero una data altezza, ogni notte gli abitanti di Calalzo scendevano in forze sul ponte, demolivano i muri costruiti nella giornata e li ricomponevano sulla loro sponda. 
Ogni mattina tuttavia vedevano i muri ritornati inspiegabilmente sulla sponda appartenente al comune di Domegge, tanto che gli operai che la stavano costruendo non si erano mai accorti di nulla. Continuò così per giorni: naturalmente più passava il tempo, più grande era il muro da demolire e da ricostruire, ma ogni giorno era al suo posto sulla sponda di Domegge.
Una notte, dopo l'ennesima fatica, trasportato il muro sul versante di Calalzo, un gruppetto di quel paese rimase a spiare cosa avvenisse nella notte. Ad un certo punto la leggenda vuole che una bellissima signora vestita di raso lucente giunse sul posto con uno stuolo d'angeli. In un attimo e silenziosamente i muri vennero riportati dall'altra parte del torrente, nel territorio di Domegge.
Da quella notte, diffusasi la voce, più nessuno si azzardò a toccare un sasso e la chiesa sorse nel luogo odierno.

## Alcune immagini

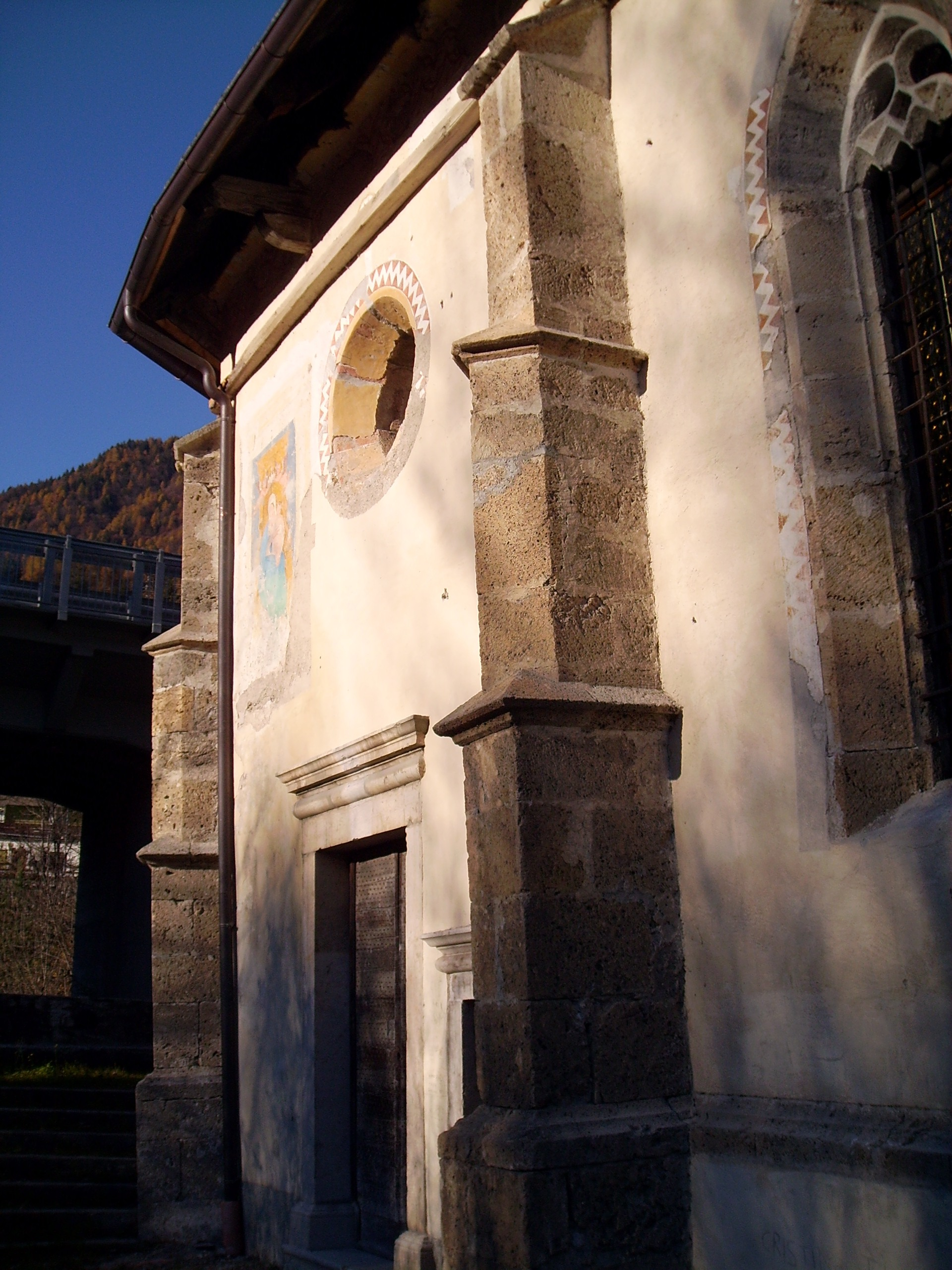
Facciata
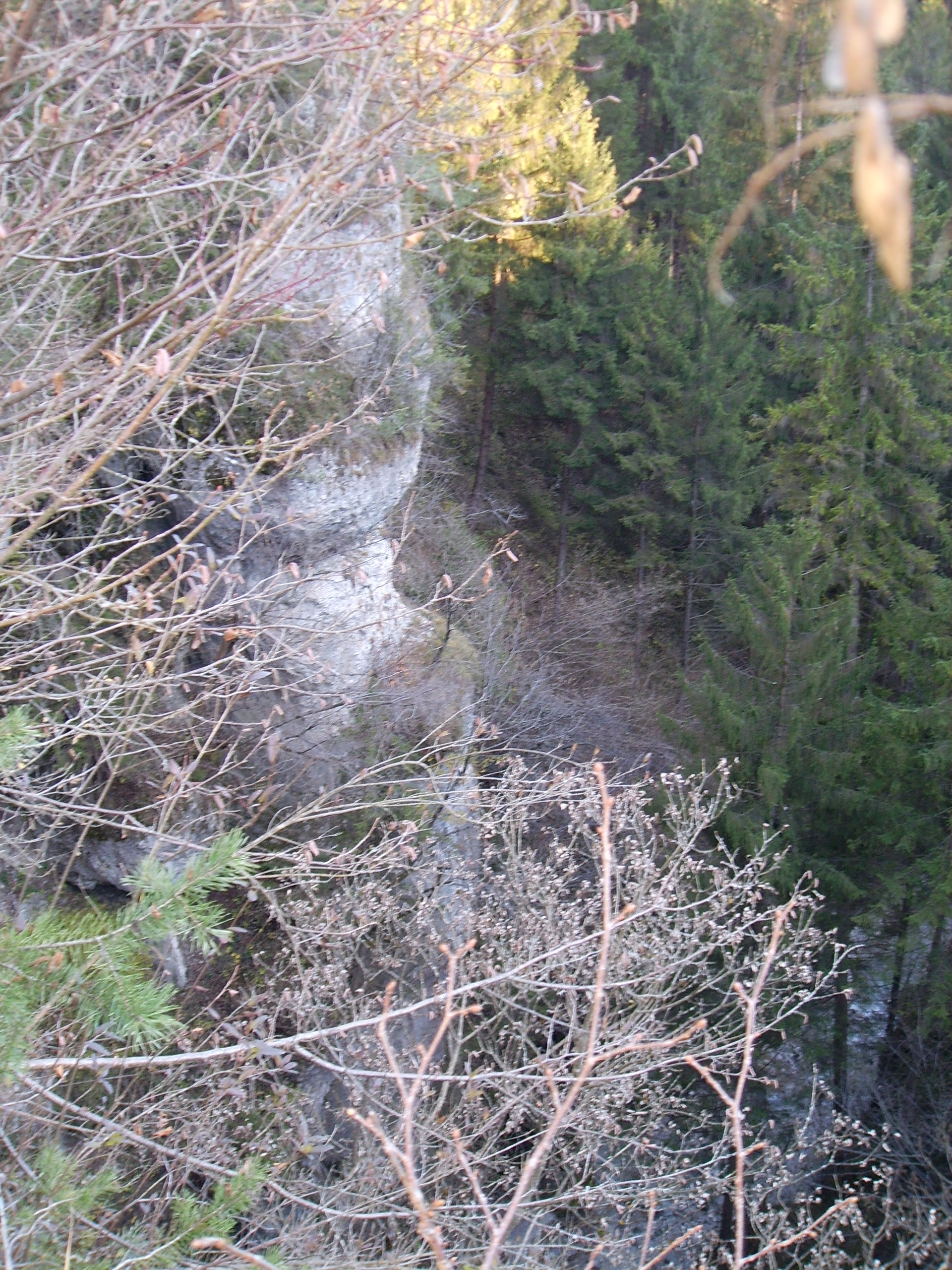
Precipizio antistante la chiesa